# Norman Gilroy
Norman Thomas Gilroy, né le 22 janvier 1896 à Sydney en Australie, et décédé le 21 octobre 1977 à Sydney, est un prêtre catholique australien, évêque de Port-Augusta en 1934 et archevêque de Sydney à partir de 1940. Créé cardinal par le pape Pie XII en 1946, il est le premier cardinal né en Australie.

## Biographie
Gilroy étudie à Sydney et à Rome. Il est secrétaire de l'évêque de Lismore et chancelier diocésain. Gilroy est élu évêque de Port Augusta en 1934. En 1937 il est promu archevêque titulaire de Cipsela et nommé coadjuteur de Sydney avec droits de succession. Il succède à l'archidiocèse de Sydney en 1940.
Le pape Pie XII le crée cardinal lors du consistoire du 18 février 1946. Il participe au conclave de 1958, lors duquel Jean XXIII est élu et au conclave de 1963 avec l'élection de Paul VI . Il participe au IIe concile du Vatican et y est membre du conseil des présidents. En 1970 il est élu Australien de l'année. 
Atteint par la limite d'âge, il donne sa démission en 1971. Le cardinal Norman Gilroy meurt à Sydney le 21 octobre 1977.